# Xbox network
Xbox network (dříve známá jako Xbox Live) je online služba provozovaná společností Microsoft pro platformy Xbox a Windows. Umožňuje hraní více hráčů přes internet, digitální distribuci her, streamování multimédií a další síťové funkce. Služba byla poprvé spuštěna 15. listopadu 2002 pro původní konzoli Xbox.
V roce 2005 byla rozšířena společně s konzolí Xbox 360 o digitální obchod Xbox Live Marketplace, a v roce 2013 dále rozšířena s konzolí Xbox One. V roce 2021 došlo k přejmenování služby z Xbox Live na Xbox network, aby název pokryl všechny síťové služby Xboxu.

## Historie
Služba Xbox Live byla spuštěna 15. listopadu 2002 jako první plně integrovaná online služba na herní konzoli. Nabízela online hraní více hráčů, stahování obsahu a hlasový chat. Původní Xbox obsahoval ethernetový port, ale žádný modem, čímž podporoval výhradně širokopásmové připojení.
V roce 2005 s konzolí Xbox 360 došlo k výraznému rozšíření služby – přibyl obchod Xbox Live Marketplace, systém přátel, jednotné uživatelské účty a komunitní funkce. V roce 2007 byla služba rozšířena i na Microsoft Windows pod názvem Games for Windows – Live, která byla později ukončena.
S Xbox One v roce 2013 byla služba dále integrována s aplikacemi, televizí a cloudovými funkcemi. Roku 2021 Microsoft oficiálně zrušil značku „Live“ a sjednotil služby pod názvem Xbox network.

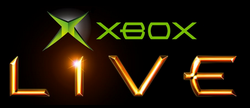
Logo služby Xbox Live z roku 2002

## Služby
Xbox network nabízí širokou škálu funkcí pro uživatele konzolí Xbox i PC s Windows:
- Online multiplayer
- Microsoft Store – digitální obchod s hrami, aplikacemi, filmy a seriály
- Gamertag a Gamerscore – jednotný profil hráče s bodovým systémem
- Xbox Game Pass – předplatitelský přístup k rozsáhlé knihovně her
- Cloud Gaming – streamování her přes internet
- Xbox Play Anywhere – sdílení her mezi Xboxem a Windows 10 / Windows 11

## Uživatelský účet

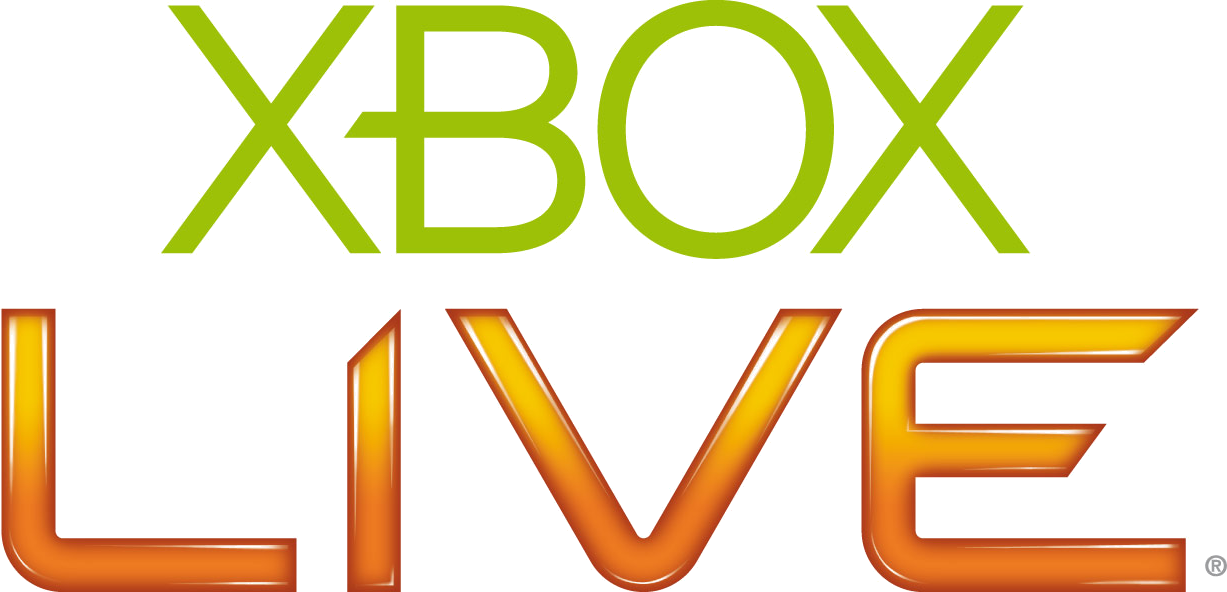
Druhé logo služby Xbox Live, používané v letech 2005 až 2013.

Každý uživatel Xbox network má účet Microsoft a vlastní gamertag, což je jedinečné jméno používané v síti Xbox.

### Gamertag
Může obsahovat písmena, čísla a mezery. První změna je zdarma, další jsou zpoplatněny. Na novějších konzolích lze použít vlastní profilový obrázek.

### Gamerscore

Třetí logo služby Xbox Live, používané v letech 2013 až 2021.

Gamerscore (G) je bodový systém založený na dosažených herních úspěších (achievementech). Každá hra obsahuje sadu výzev, jejichž splněním hráč získává body.

### Gamercard
Gamercard zobrazuje přehled o hráči – gamertag, avatar, Gamerscore, délku členství a nedávno hrané hry.

## Předplatné
Xbox network nabízí tyto předplatitelské varianty:

### Xbox Game Pass Core
- Nahrazuje službu Xbox Live Gold[15]
- Umožňuje hraní online pro většinu her
- Nabízí výběr více než 30 her[16]
- Zahrnuje cloudové ukládání, party chat a další funkce

### Xbox Game Pass Ultimate
- Kombinuje Game Pass pro konzole, PC a cloud
- Zahrnuje také Game Pass Core, EA Play a novinky v den vydání
- Umožňuje streamování na mobilních zařízeních

## Xbox Play Anywhere

Xbox Play Anywhere logo

Xbox Play Anywhere je iniciativa umožňující zakoupit digitální verzi hry jednou a hrát ji jak na Xboxu, tak na Windows 10/ Windows 11. Uložené pozice a dosažené úspěchy se synchronizují mezi zařízeními. Služba byla spuštěna 13. září 2016 a podporuje desítky her jako Forza Horizon 4, Sea of Thieves nebo Gears 5.

## Dostupnost

Mapa dostupnosti služby Xbox Live ve světě.

Xbox network je oficiálně dostupná ve více než 40 zemích, včetně:
- Evropa: Česká republika, Slovensko, Polsko, Německo, Francie, Spojené království, Španělsko, Itálie aj.
- Amerika: USA, Kanada, Mexiko, Brazílie, Argentina
- Asie a Oceánie: Japonsko, Čína, Indie, Austrálie, Nový Zéland
- Afrika: Jihoafrická republika
- Střední východ: Spojené arabské emiráty, Izrael, Saúdská Arábie

V březnu 2022 Microsoft pozastavil služby Xbox network v Rusku v reakci na invazi na Ukrajinu.

## Technická bezpečnost
Microsoft zavedl různá opatření na ochranu integrity služby:
- Trvalé zákazy konzolí s upraveným firmwarem
- Dvoufázové ověřování a kontrola identity uživatelů
- Reakce na incidenty se zneužíváním účtů (např. FIFA 12)
- Ochrana proti DDoS útokům

## Historie značky Xbox Live
Pod značkou Xbox Live fungovala služba v letech 2002–2021. Během této doby se vyvíjela od základní online služby k rozsáhlé síťové platformě s komunitními funkcemi, obchody a streamováním. Roku 2021 byla přejmenována na Xbox network.